# Nevil Maskelyne
Pour les articles homonymes, voir Nevil Maskelyne (homonymie).
Nevil Maskelyne (6 octobre 1732 - 9 février 1811) est un astronome britannique, astronome royal de 1765 à 1811.

## Astronomie
L'éclipse solaire de 1748 lui fait une forte impression et après avoir terminé ses études au Trinity College à Cambridge, il est déterminé à se consacrer à l'astronomie. Il devient intime avec James Bradley en 1755 et en 1761 il est missionné par la Royal Society pour observer le transit de Vénus à Sainte-Hélène. Durant ce voyage, il expérimente aussi la méthode de la distance lunaire — l'écart angulaire de la position de la Lune à divers moments — pour les mesures de longitudes (voir plus bas : Mesure de la longitude : Maskelyne et Harrison).
En 1765, il succède à Nathaniel Bliss comme astronome royal, poste qu'il occupe pendant 46 ans jusqu'à sa mort en 1811. Sa première contribution est A Proposal for Discovering the Annual Parallax of Sirius (Une proposition pour la détermination de la parallaxe de Sirius) publiée en 1760 dans les Philosophical transactions de la Royal Society. Dans la même série de publication, paraissent ses observations sur le transit de Vénus de 1761 et 1769, les marées à Sainte-Hélène (1762), des observations astronomiques variées effectuées sur la même île et à la Barbade.
En 1763, il publie British Mariner's Guide (Guide des marins britanniques). Ce guide inclut la suggestion de calculer à l'avance la distance lunaire dans une forme accessible aux navigateurs pour les aider dans les calculs de longitude. Ce calcul est un problème central de la navigation maritime au XVIIIe siècle. Cette proposition voit le jour sous la forme du Nautical Almanac dont le premier exemplaire, valable pour l'année 1767, paraît en 1766. Nevil continue durant le reste de sa vie à superviser l'édition de cet almanach.
Il convainc son gouvernement de publier ses observations annuellement. Avec l'aide d'un seul assistant, le travail à l'observatoire royal de Greenwich est méthodiquement organisé et exécuté. Il introduit aussi plusieurs améliorations pratiques telles que la mesure du temps en dixièmes de seconde et le remplacement de plusieurs instruments de mesure par des versions plus perfectionnées.

## La densité de la Terre
En 1772, il suggère à la Royal Society une expérience pour déterminer la densité de la Terre. Newton note dans ses travaux que la gravité due à la présence d'une masse montagneuse doit dévier un fil à plomb mais avait conclu que les mesures à faire demandaient une précision inaccessible à l'époque. Le mathématicien français Pierre Bouguer fait une première tentative en 1749 mais n'aboutit pas à des conclusions quantitatives sur la densité terrestre. Maskelyne propose alors de mesurer la distance zénithale de différentes étoiles à partir de deux faces opposées d'une montagne. Le Schiehallion est choisi. La mesure consiste à déterminer la différence d'angle entre un fil à plomb et la hauteur d'une étoile et d'en déduire la latitude du point d'observation. Les mêmes mesures sont effectuées sur la face opposée de la montagne, où le fil à plomb doit être dévié dans l'autre sens. Ces mesures sont comparées avec des mesures de latitude par triangulation. L'estimation de la densité de la montagne permet de dériver une estimation de la densité de la Terre. Les observations sont faites pendant plusieurs mois par Maskelyne lui-même en 1774 et ses résultats sont publiés en 1775. La valeur annoncée est de 4,5 fois celle de l'eau. La valeur admise actuellement est sensiblement supérieure : 5,5.

## Géodésie
Maskelyne s'intéresse aussi à la géodésie, notamment aux mesures de latitude dans le Maryland et la Pennsylvanie effectuées par Charles Mason et Jeremiah Dixon entre 1766 et 1768, puis à la détermination des latitudes relatives de Greenwich et de Paris. Du côté français, les travaux sont conduits par Jean-Dominique Cassini, Legendre et Méchain ; du côté britannique, par le général Roy. Cette triangulation est le début du levé trigonométrique qui sera étendu à toute la Grande-Bretagne les années suivantes. Ses observations sont publiées en 4 volumes de 1776 à 1811.

## Mesure de la longitude: Maskelyne et Harrison

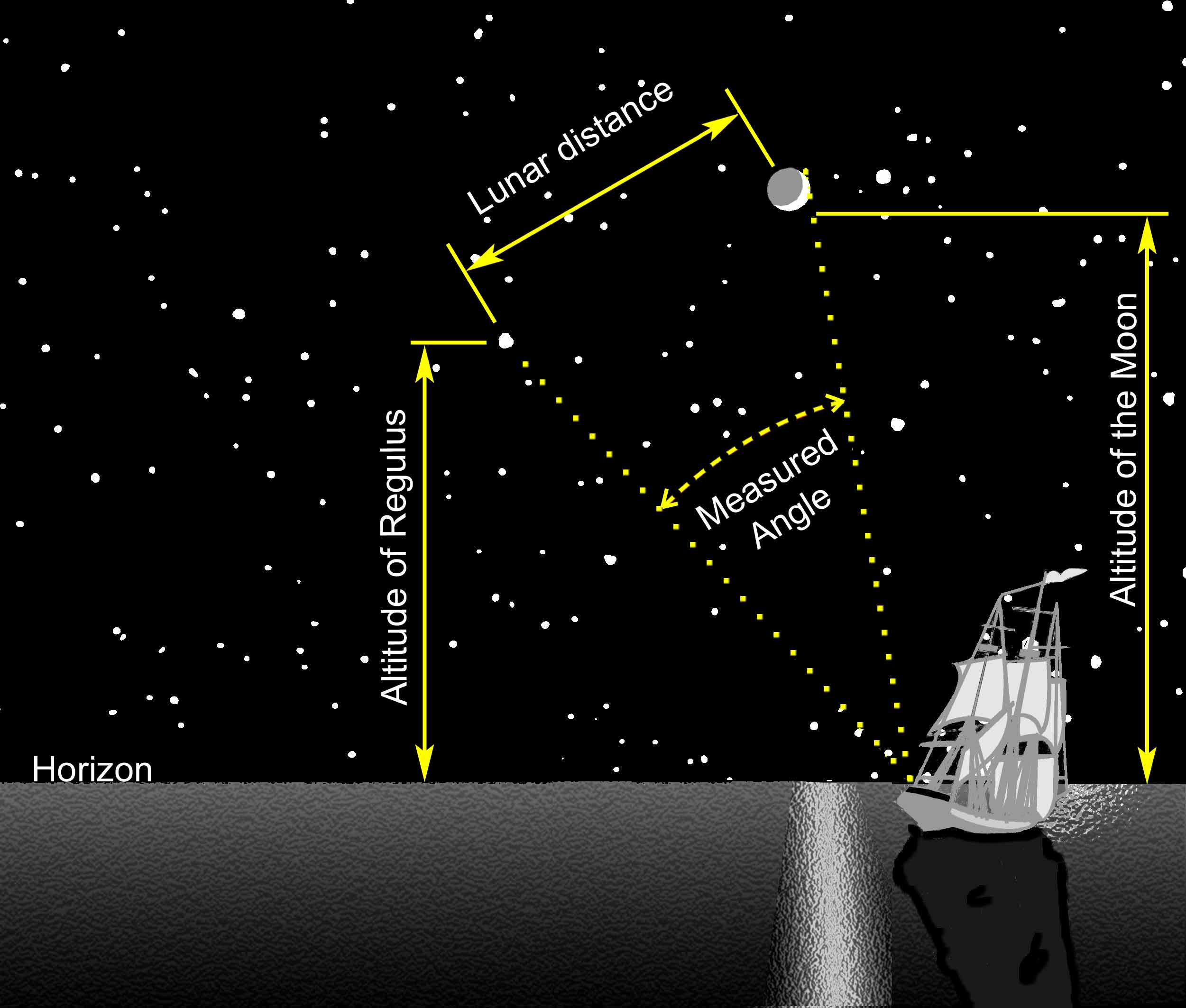
Méthode de la distance lunaire : l'heure locale est donnée par la hauteur d'une étoile, l'heure universelle par la distance de la Lune à l'étoile

Maskelyne est dépeint très négativement dans le livre de Dava Sobel. Une longue querelle l'opposa en effet à l'horloger John Harrison sur le problème de la détermination précise de la longitude posé par le longitude Act. Tandis qu'Harrison fournit bien une méthode et un instrument plus précis et indépendant de la météo que ce que proposait Maskelyne, l'utilisation de la distance lunaire est meilleur marché et restera préférée pour le calcul des longitudes en mer durant le siècle suivant. Les observations et calculs de Maskelyne étant basés sur le méridien de Greenwich qui sera proposé et adopté comme méridien de référence en 1884.
Entre autres honneurs il reçoit la médaille Copley en 1775.